# Cirugía refractiva
La cirugía refractiva es un conjunto de procedimientos quirúrgicos que modifican el estado refractivo del ojo con el propósito de eliminar o disminuir el uso de gafas o lentes de contacto. Existen diferentes técnicas entre ellas el láser excimer, lentes fáquicas, otros tipos de lentes intraoculares y técnicas incisionales, principalmente.

## Requisitos
No todo paciente está en condiciones de que se le haga una cirugía refractiva. Estos son algunos grupos de pacientes en los que la cirugía refractiva, a priori, no está recomendada:
1. - Embarazo, lactancia, uso de hormonas.
2. - Pacientes diabéticos
3. - Enfermedades autoinmunes (lupus eritematoso sistémico, artritis reumatoide, etc)
4. - Pacientes autoinmunes o con terapia de medicamentos que alteran la cicatrización.
5. - Infecciones sistémicas (HIV)
6. - Trastornos psiquiátricos, epilépticos.
7. - Miopía progresiva o inestable mayor a 0,5 en un año.
8. - Monocularidad (ojo único)
9. - Patologías corneales previas (ej: queratitis por herpes simple, zóster, queratocono, cicatrices, pannus, pterigion, etc)
10. - Glaucoma
11. - Catarata (sobre todo en mayores de 50 años)
12. - Patologías retínales (desprendimientos de retina, vitrectomía, degeneración macular, retinitis pigmentosa)
13. - Pacientes hipertensos deberán estar compensados de su enfermedad.

## Método quirúrgico con láser (genérico)
Para la cirugía refractiva con láser el paciente debe estar en el hospital donde se realice la misma el día previamente indicado por el instituto. El día indicado el paciente no debe usar perfume, ni maquillaje, ni gel para el cabello. No debe llevar hebillas de pelo grandes ni joyas.
- Desde el día antes de la cirugía debe utilizar un colirio antibiótico prescrito en la consulta (puede variar según las normas del instituto pero gereralmente es belpartex) 1 gota cada cuatro horas todo el día en el ojo a operar.
- Se operan los dos ojos el mismo día salvo excepciones.
- La cirugía es por lo general rápida e indolora pero después de ella, en su casa, puede aparecer dolor y/o molestias para lo que podrá utilizar un analgésico (metamizol, Paracetamol, ibuprofeno etc.)
- Si usa medicamentos para el tratamiento de otros padecimientos debe continuar usándolos como de costumbre.

## Cirugía refractiva incisional
La cirugía refractiva incisional se efectúa con bisturí de diamante y microscopio.
- Queratotomía Radial: inventado por el médico ruso Svyatoslav N. Fyodorov para corregir la miopía.[1]
- Mini Queratotomia Radial Asimétrica (Mini Asymmetric Radial Keratotomy - M.A.R.K.): técnica quirúrgica incisional ideada por el médico italiano Marco Abbondanza, capaz de corregir el astigmatismo y curar el queratocono estadio I y II, evitando el uso de trasplante de córnea.[2][3][4][5] La Mini Queratotomia Radial Asimétrica (M.A.R.K.) puede ser utilizada en combinación con el Cross-linking.[6]